# Warsan Shire
Pour les articles homonymes, voir Shire.
Warsan Shire (arabe : ورسان شرى ; née le 1er août 1988) est une poétesse britannico-somalienne ou brito-somalienne.

## Biographie
Née en 1988 de parents somaliens réfugiés au Kenya, elle arrive en Grande-Bretagne à l'âge de un an. Elle est diplômée en écriture créative. Depuis 2015, elle réside à Los Angeles.
En 2011, elle publie Teaching My Mother How To Give Birth (Où j'apprends à ma mère à donner naissance), un « pamphlet de poésie », complété en 2016. Il y est question de mères, de traumatismes passant d'une génération à l'autre, d'enfants contraints d'être des parents pour leur fratrie.
Plusieurs poèmes de ce «pamphlet » sont récités par la chanteuse américaine Beyoncé pour relier les différents chapitres de son album visuel Lemonade ,,.
En 2022 paraît Bless the Daughter Raised by a Voice in Her Head (Bénie soit cette enfant qu'une voix dans sa tête à fait grandir). « L'écrivaine donne voix à des enfants maltraités, à des adolescentes en plein éveil sexuel, à des femmes esseulées rêvant au pays quitté, à des hommes nostalgiques chantonnant les tubes de leurs jeunesse. Chaque poème contient un coup de griffe et un baume pour l'apaiser. »
Elle a lu sa poésie dans divers lieux artistiques du monde entier, notamment au Royaume-Uni, en Italie, en Allemagne, en Amérique du Nord, en Afrique du Sud et au Kenya. Ses poèmes ont été publiés dans différents magazines littéraires, dont Poetry Review, Magma et Wasafiri . De plus, certains de ses vers ont été présenté dans les collections Salt Book of Younger Poets (Salt, 2011) et Ten : The New Wave (Bloodaxe, 2014). Elle est également traduite en plusieurs langues dont le portugais, espagnol, italien, suédois, estonien, danois et français.
Elle est rédactrice en poésie pour le magazine SPOOK et enseigne la poésie dans le monde entier et en ligne à des fins cathartiques et esthétiques. 

## Influences
Warsan Shire utilise non seulement ses expériences personnelles mais également celles de ses proches. Son principal intérêt est d'écrire sur, et pour, les gens qui ne sont généralement pas entendus autrement, par exemple les immigrants et les réfugiés ainsi que d'autres minorités,. Elle déclare : « Je navigue aussi beaucoup à travers la mémoire, mes souvenirs mais aussi ceux d'autres personnes, en essayant essentiellement de donner un sens aux choses.». En tant que fille d'immigrés, elle utilise sa poésie pour établir un lien avec son pays d'origine, la Somalie, où elle n'est jamais allée. Elle utilise elle-même cette position pour transmettre la vie de ces peuples. Shire utilise les influences de ses proches et de leurs expériences pour illustrer dans sa poésie les luttes auxquelles ils ont tous fait face.

## Prix et distinctions
En 2013, elle est la première lauréate du Brunel University African Poetry Prize (en) créée par Bernardine Evaristo à l'université Brunel.Elle fait partie, selon Matthew Shenoda, de cette nouvelle génération d'auteures africaines (avec, entre autres, Mahtem Shiferraw, TJ Dema, Liyou Libsekal, Tsitsi Jaji, Ngwatilo Mawiyoo, Yasmin Belkhyr, Victoria Adukwei Bulley, Ashley Makue) qui se libèrent et qui, écrivant selon leurs propres réalités plutôt que vis-à-vis de standards qu'il y aurait à suivre, permettent à la poésie africaine de trouver une unité libre, en dialogue avec la poésie caribéenne et celle afro-américaine.
En octobre 2013, Warsan Shire est sélectionnée parmi six autres candidats comme première jeune poète officiel de Londres. L’honneur fait partie du programme Spoke de la London Legacy Development Corporation, qui vise à promouvoir les arts et la culture dans les environs du parc olympique de Londres.
En juin 2018, elle est élue membre de la Royal Society of Literature dans son initiative « 40 Under 40 ».

## Œuvres
- Teaching My Mother How To Give Birth (flipped eye, 2011),  (ISBN 1905233299)
- Our Men Do Not Belong to Us (Slappering Hol Press, 2014),  (ISBN 9781940646565)
- Her Blue Body (flap pamphlet series, flipped eye, 2015),  (ISBN 9781905233489)
- Lemonade: A Visual Album by Beyoncé  (2016) [14]
- Bless the Daughter Raised by a Voice in Her Head: Poems (Random House, 2022)

### Traductions françaises
- Où j'apprends à ma mère à donner naissance, Éditions Isabelle Sauvage, 2017
- Bénie soit cette enfant qu'une voix dans sa tête à fait grandir, Éditions Globe, 2023